# Les Babyfoots
Les Babyfoots est une série de bande dessinée humoristique qui raconte les aventures de Platoche, Kanto et Ghana qui rêvent de devenir des footballeurs à travers les gags.

### Documentation
- Virginie Greiner, « Bulles au fond », BoDoï, no 52,‎ mai 2002, p. 14.